# Wiktor Ryżenkow
Wiktor Ryżenkow, ros. Виктор Рыженков (ur. 25 sierpnia 1966) – uzbecki lekkoatleta specjalizujący się w skoku o tyczce. W czasie swojej kariery reprezentował również Związek Socjalistycznych Republik Radzieckich.
Największy sukces odniósł w 1991 r. w Sewilli, zdobywając (wynikiem 5,80 m) srebrny medal halowych mistrzostw świata.
Rekordy życiowe:
- skok o tyczce (na stadionie) – 5,80 – Rostock, 24/06/1990
- skok o tyczce (w hali) – 5,91 – San Sebastián, 15/03/1991